# Batrachorhina albovaria
Batrachorhina albovaria är en skalbaggsart som beskrevs av Stefan von Breuning 1942. Batrachorhina albovaria ingår i släktet Batrachorhina och familjen långhorningar.
Artens utbredningsområde är Madagaskar. Inga underarter finns listade.